# Тун пайрам
Тун пайрам (рус. праздник первого айрана) — хакасский национальный праздник, получивший официальный статус только в 1980 году.

## История
Проводился в степных районах Хакасии. В конце мая-начале июня, после перекочёвки скотоводов с зимника на летник, устраивался праздник первого айрана. Перезимовавший скот поправлялся на первом зелёном корму и появлялись первые молочное продукты. Тун пайрам (дословно — «первый, первородный праздник») был связан с почитанием скотоводства — основы традиционного хозяйства. Для него готовились первые молочные продукты, заводили первый айран, шили новые национальные платья. Из айрана перегоняли первую араку. В определённый день жители нескольких аалов собирались утром на ближайшей горной вершине или в степи, где устанавливали берёзки, коновязь для ритуального коня (по-хакасски — изых) и разводили большой костёр. Почтенный старец вместе с собравшимися обходил их по солнцу (кунгер) девять раз, кроплением айрана на костёр, берёзки и коня благословлял небо, землю и желал, чтобы скот и молочные продукты не переводились среди скотоводов. Первый айран и первая арака считались лекарственными напитками. Их нельзя было проливать на землю. По обычаю, вся приготовленная первая молочная пища должна быть съедена во время праздника, оставлять её на следующий день запрещалось.
После ритуальной части устраивались состязания: бега, конные скачки, стрельба из лука, традиционная борьба (курес). Хакасы боролись, подпоясавшись кушаками (хур). Борцам необходимо было держаться за кушаки и бросить соперника на землю. Победителем считался тот, кто положит на спину или на четыре конечности своего соперника.
Меткость в стрельбе из лука — качество, ценившееся в хакасском обществе и в мирное, и в военное время. Многие скотоводы были одновременно и охотниками.
Ещё один вид состязания в силе — это поднятие камня (хапчан тас). Он весил около 80 килограммов. Состязание проходило по установленным правилам: поднять камень до пояса, сделать приседание, поднять в полный рост и перекинуть его через плечо.

Выступления хайджи

Проводились соревнования по национальным прыжкам. Ыстанга — одиннадцатикратный прыжок с разбега с ноги на ногу, Кылыы — одиннадцатикратный скачок на одной ноге с разбега, Куобах — одиннадцатикратный прыжок на двух ногах с разбега. Долгое время рекорд Хакасии по национальным прыжкам был 114 метров. В 1981 году победитель Сергей Шкуратов набрал в сумме 117 м 92 см. Этот рекорд Хакасии не побит до сегодняшнего дня.
Самое любимое развлечение — конные скачки (чарыс). Почти каждый сельский житель прекрасно разбирался в лошадях и мог отобрать наиболее пригодных в скачках коней. Эти конские ристалища имели древние устоявшиеся традиции и разработанные до мельчайших подробностей правила. Почти у каждого бая имелись свои беговые лошади (тулбары). Хозяева скакунов сами в забеге не участвовали, а садили мальчиков-подростков. Седоки держались на конях без сёдел, а для отличия на голову повязывали платок определённого цвета. Дистанции (меет) скачек бывали от одной до двадцати пяти вёрст. На скакунов ставили крупные заклады — до трёхсот рублей деньгами, до ста голов крупного рогатого скота. Выигравший пари ставил угощение всему собравшемуся народу. Айранные или кумысные праздники были характерны для многих скотоводческих народов Сибири и Центральной Азии.
На празднике звучала музыка различных музыкальных инструментов: чатхан, пыргы, хомыс, тюрлё, хобрах. Со всех аалов съезжались на конкурс мастера тахпаха. Победителем среди тахпахчи (исполнителей тахпаха) считался тот, чей тахпах продолжительнее и остроумнее.

## Возрождение

Тун пайрам. 2022 год

В первые годы советской власти этот праздник прекратил своё существование. Только в 1980 году, в связи с 50-летием Хакасской автономной области, было решено восстановить и проводить регулярно Тун пайрам. Инициаторами стали журналист Юрий Забелин, историк Виктор Бутанаев, этнограф Виктор Кривоногов, художник Александр Котожеков, театральный деятель Эльза Кокова, партийно-государственные деятели Хакасии (Владимир Штыгашев, Елена Филатова) и другие. Первый праздник прошёл в Аскизском районе Хакасии на Базинской поляне 21 июня 1980 года. В последние годы проводится в дни празднования Дня Республики Хакасии в июле, на Сагайской поляне.
В новых условиях он получил и некоторые новые черты. Проводится конкурс этнической кухни (традиционные блюда могут попробовать все желающие), ярмарки товаров.